# 库特奈 (伊泽尔省)
库特奈（法語：Courtenay，法語發音：[kuʁtənɛ]）是法国伊泽尔省的一个市镇，位于该省西北部，属于拉图尔迪潘区。

## 地理
库特奈（45°43'45"N, 5°22'45"E）面积32.08 平方千米，位于法国奥弗涅-罗讷-阿尔卑斯大区伊泽尔省，该省份为法国东南部内陆省份，北起顺时针与安省、萨瓦省、上阿尔卑斯省、德龙省、阿尔代什省、卢瓦尔省和罗讷省。
与库特奈接壤的市镇（或旧市镇、城区）包括：索莱米约、布韦斯-基里约、沙雷特、克雷-梅皮约、奥普特沃、圣博迪耶德拉图尔、阿朗东-帕桑。

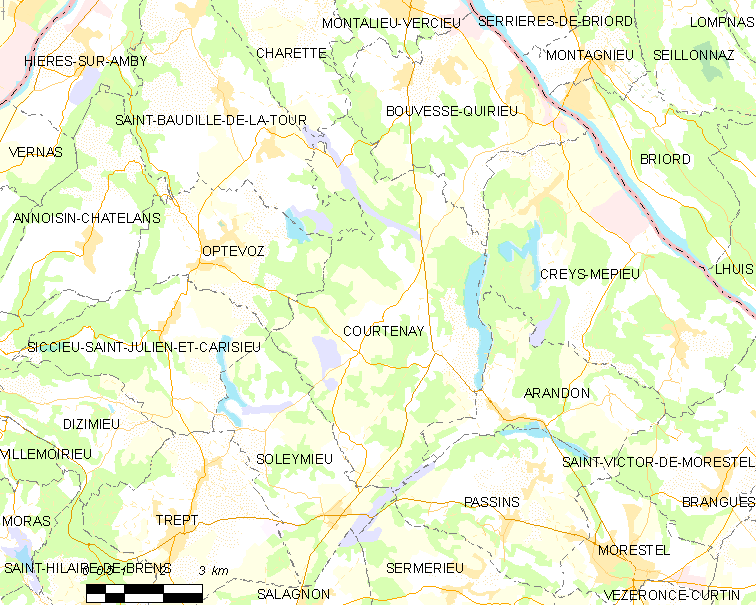
的OSM定位图

库特奈的时区为UTC+01:00、UTC+02:00（夏令时）。

## 行政
库特奈的邮政编码为38510，INSEE市镇编码为38135。

## 政治
库特奈所属的省级选区为莫雷斯泰勒县。

## 人口

1962-2008年间人口变化图示

库特奈于2022年1月1日时的人口数量为1288人。